# Dendrobium septemcostulatum
Dendrobium septemcostulatum är en orkidéart som beskrevs av Johannes Jacobus Smith. Dendrobium septemcostulatum ingår i släktet Dendrobium, och familjen orkidéer. Inga underarter finns listade i Catalogue of Life.